# Léon II de Perthuis de Laillevault

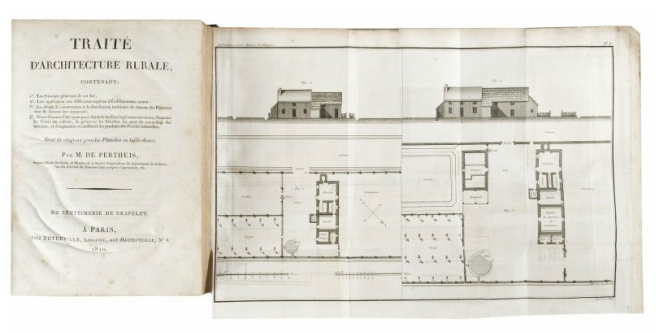
Léon II de Perthuis de Laillevault. Traité d'architecture rurale […] Orné de vingt-six grandes Planches en taille-douce. De l'imprimerie de Crapelet. Paris: Deterville, 1810.

Léon II de Perthuis de Laillevault (Germigny-l'Évêque, 11 aprile 1757 – Parigi, 17 ottobre 1818) è stato un architetto francese, figlio di Remy de Perthuis de Laillevault (1726 – 1802), scudiero e consigliere del Re di Francia.
Léon II de Perthuis de Laillevault si avvicina molto presto allo studio delle scienze esatte e nel corso della sua preparazione scolastica mostra molto talento per il disegno e le applicazioni pratiche (costruzioni e meccanica applicata). Si distingue come allievo nella scuola di Mézières, dove è ammesso nel 1772 per seguire la carriera militare, e all'età di 18 anni entra nel Genio Militare. Nel 1778 partecipa come ingegnere alla costruzione della fortezza di Châteauneuf in Bretagne (oggi nel Comune di Châteauneuf-d'Ille-et-Vilaine). Nel 1789 è nominato Ufficiale del Genio. Nel 1791 abbandona il servizio militare e inizia a collaborare con il padre nella gestione del patrimonio immobiliare rurale, agricolo e forestale di famiglia a Moulins, nell'Yonne. È nominato Sindaco del suo Comune e poi commissario ad interim dell'Amministrazione del Dipartimento della Yonne per oltre dodici anni.
Léon II de Perthuis de Laillevault pubblica il suo primo saggio all'età di 46 anni; successivamente inizia una proficua attività di pubblicista sui temi dell'agricoltura e redige numerosi compendi statistici su temi legati alla ruralità, che invia a varie società scientifiche. Nel 1805, in risposta a un quesito della Società Agricola di Parigi, pubblica una memoria sull'arte di costruire gli edifici agricoli, Mémoire sur l'Art de perfectionner les Constructions rurales (1805). Nel 1809 entra a far parte della Société d'Agriculture de Paris e nel 1810 pubblica il suo trattato di architettura rurale (Traité d'architecture rurale).
A partire dal 1805 scrive numerosi articoli per la nuova edizione del Le théâtre d'agriculture et mesnage des champs di Olivier de Serres (1539 – 1619), e scrive numerosi articoli per il Nouveau Cours complet d'agriculture théorique et pratique pubblicato in 13 volumi da Déterville (1809).

## Scritti
- 1803. Traité de l'aménagement et de la restauration des bois et forêts de France. Paris: Madame Huzard. Opera redatta da Léon de Perthuis sulla base del Manoscritto di suo padre Remy de Perthuis.
- 1805. Mémoire sur l'art de perfectionner les constructions rurales [couronné par la Société d'agriculture de Paris] . Paris, in-4°, 111 p. (pubblicato nelle Mémoires d'agriculture, d'économie rurale et domestique publiés par la Société d'agriculture du département de la Seine, 1805, t. VII, p. 1-172).
- 1806. Mémoire sur l'amélioration des prairies naturelles et sur leur irrigation. Paris: M.me Huzard, in-8°, 124 p. (scritto pubblicato nelle Mémoires d'agriculture, d'économie rurale et domestique publiés par la Société d'agriculture du département de la Seine, 1805, t. VIII, p. 76-195).
- 1810. Traité d'architecture rurale, contenant: 1°. Les principes généraux de cet art; 2°. Leur application aux différentes espèces d'établissemens ruraux; 3°. Les détails de construction et la distribution intérieure de chacun des bâtimens dont ils doivent être composés; 4°. Divers travaux d'art ayant pour objet de faciliter les communications, d'assainir les terres en culture, de préserver les récoltes sur pied du maraudage des animaux, et d'augmenter et améliorer les produits des prairies naturelles, orné de 26 grandes planches en taille-douce. Paris: Impr. de Crapelet, chez Déterville. Scrive l'Autore: «L'architecture rurale est une partie de la science de l'architecture, qui a pour objet d'enseigner à construire avec économie, solidité et convenances, toutes les espèces de bâtimens et de travaux d'art que l'on- exécute à la campagne pour les differens besoins de l'agriculture» (Discours préliminaire, p. 1). Il testo tratta i seguenti argomenti: 1) I principi generali dell'Architettura rurale, 2) La loro applicazione ai differenti tipi di costruzioni rurali, 3) I dettagli costruttivi e la distribuzione interna di ciascuna tipologia di fabbricato rurale, 4) Argomenti che hanno per oggetto la coltivazione delle terre, la conservazione dei raccolti, l'allevamento degli animali e, infine, le tecniche per migliorare la conduzione del fondo agricolo, la produzione dei campi e l'implementazione dell'allevamento degli animali.